# بدسباخ
بدسباخ (به آلمانی: Bedesbach) یک شهر در آلمان است که در Altenglan واقع شده‌است. بدسباخ ۷۸۰ نفر جمعیت دارد.